# Histoire de Varsovie

Image du Blason de Varsovie.

L'histoire de Varsovie est assez semblable à celle de la Pologne. Varsovie a été fondée au IXe siècle.
Varsovie a connu des nombreuses épidémies de peste, des invasions, des incendies dévastateurs, et des restrictions administratives sur sa croissance[pas clair]. Parmi les évènements les plus importants de la ville figurent le Déluge, la Grande guerre du Nord (1702, 1704, 1705), la Guerre de Succession de Pologne, la Bataille de Praga, l'Insurrection de novembre 1830, l'insurrection polonaise de 1861/1864, la Première Guerre mondiale, le Siège de Varsovie (1939) (Seconde Guerre mondiale) et le Soulèvement du ghetto de Varsovie, l'Insurrection de Varsovie (qui réduit la ville en ruine).
Il a été aussi le site d'élection des rois de Pologne, réunion du Parlement polonais (Sejm), et d'autres événements comme la victoire polonaise contre les Bolcheviks au Vistule, durant la Bataille de Varsovie. Varsovie est l'un des principaux centres multiculturels et commerciaux d'Europe de l'Est.

## Tableau récapitulatif
Appartenance historique de la ville :

 Duché de Mazovie 1313–1526

 Royaume de Pologne 1526–1569

 République des Deux Nations 1569–1795

 Royaume de Prusse 1795–1807
 Duché de Varsovie 1807–1815
 Royaume de Pologne 1815–1832
 Empire russe 1832–1916

 Pologne sous occupation allemande 1916–1918
 Pologne 1918–1939
 Gouvernement général 1939–1945

 Pologne 1945–1989

 Pologne 1989–présent